# Roger Tory Peterson
Roger Tory Peterson (28. srpna 1908 Jamestown, New York, USA – 28. července 1996 Old Lyme, Connecticut) byl americký přírodovědec, ornitolog, ilustrátor a vzdělavatel, jeden ze zakladatelů environmentálního hnutí 20. století.

## Životopis

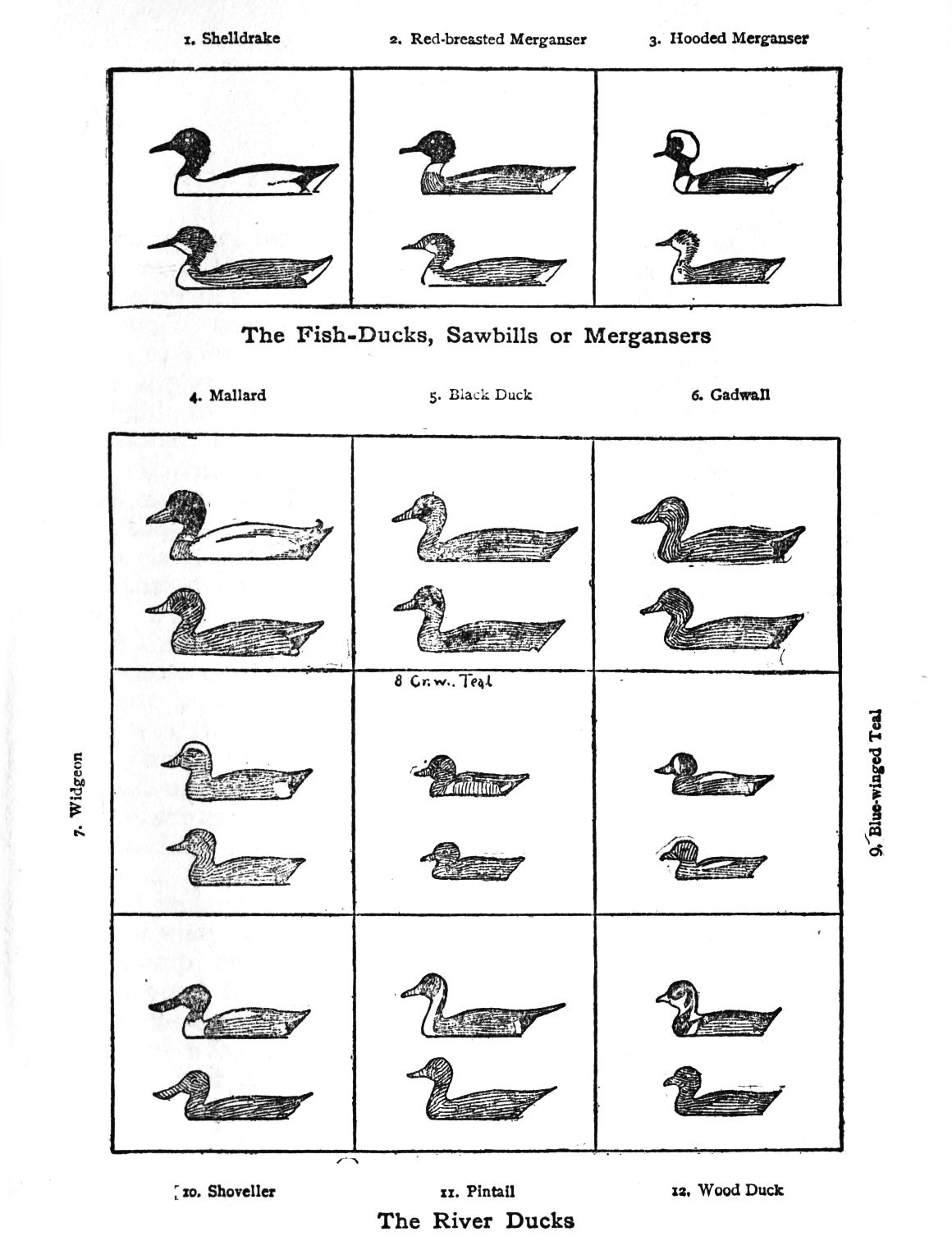
Inspirace porovnáním kachen od E. T. Setona (1903).

Peterson se narodil 28. srpna 1908 v Jamestownu na jihozápadě státu New York, malém průmyslovém městě. Jeho otec Charles Gustav Peterson byl přistěhovalec ze Švédska, který přišel do Ameriky ještě jako nemluvně. V deseti letech Charles Peterson přišel o otce kvůli zánětu slepého střeva a byl poslán pracovat do mlýnů. Po odchodu z mlýnů se živil jako obchodní cestující. Rogerova matka Henrietta Badar přišla jako čtyřletá přistěhovalkyně německého a polského původu, vyrůstala v Rochesteru ve státě New York. Vystudovala učitelskou školu a učila v Elmiře ve státě New York, když se seznámila s Charlesem. Oba se vzali a přestěhovali se do Jamestownu, kde Charles přijal práci v místní továrně na nábytek.
Rogerovo druhé jméno je poctou jeho strýci Torymu, který žil v Oil City v Pensylvánii, jižně od Jamestownu. 
V roce 1925 dokončil střední školu a odešel pracovat do jedné z mnoha jamestownských nábytkářských firem. Jedna z jeho středoškolských učitelek, slečna Hornbecková, ho povzbuzovala, aby skicoval a maloval ptáky a přírodu, zatímco čekal, až si vydělá dost peněz na koupi fotoaparátu. Několik měsíců po maturitě odcestoval do New Yorku, aby se zúčastnil zasedání Americké ornitologické unie, kde se setkal s významnými osobnostmi, jako byl malíř Louis Agassiz Fuertes, i s začínajícími umělci, jako byl Joseph Hickey. 
Brzy poté se přestěhoval do New Yorku a vydělával si malováním nábytku, aby mohl v letech 1927–1929 navštěvovat kurzy na Art Students League a později na National Academy of Design. Podařilo se mu také vstoupit do nakonec slavného Bronx County Bird Clubu, ačkoli sám z Bronxu nepocházel. Doufal, že bude studovat na Cornellově univerzitě, ale finance jeho rodiny by nestačily pokrýt školné. Místo toho se mu podařilo získat místo výtvarného instruktora na Rivers School v Brookline ve státě Massachusetts. V roce 1934 vyšla jeho určovací příručka ptáků – A Field Guide to the Birds. První náklad 2000 výtisků byl vyprodán během jednoho týdne. 
Peterson byl třikrát ženatý: krátce s Mildred Washingtonovou; 33 let s Barbarou Coulterovou, s níž měl dva syny. A 20 let s Virginií Westerveltovou. Jeho druhá a třetí manželka se podílely na výzkumu a organizaci jeho průvodců.
Petersonovou první prací o ptácích byl článek Notes from field and study (Poznámky z terénu a studia) v časopise Bird-Lore, kde anekdotickým způsobem zaznamenal dvě pozorování z roku 1925, a to střízlíka karolinského a sýkory.
V roce 1934 vydal své zásadní dílo Guide to the Birds, prvního moderního terénního průvodce. První náklad 2000 výtisků byl vyprodán během jednoho týdne a dočkal se dalších šesti vydání. Jednou z inspirací pro jeho terénního průvodce bylo porovnání kachen, které Ernest Thompson Seton vytvořil v knize Dva divoši (1903). Spolu s Jamesem Fisherem napsal knihu Wild America (Divoká Amerika) a editoval nebo napsal mnoho svazků řady Peterson Field Guide, věnovaných různým tématům od hornin a minerálů přes brouky až po plazy. Vyvinul Petersonův identifikační systém a je známý přehledností svých ilustrací i schopností stanovit podstatné určovací znaky.
Zemřel v roce 1996 ve svém domě v Old Lyme ve státě Connecticut. Jeho ostatky byly zpopelněny a popel byl rozptýlen na ostrově Great Island poblíž Old Lyme a v jeho okolí a pod náhrobky na hřbitově Duck River v Old Lyme a na hřbitově Pine Hill ve Falconeru ve státě New York.

## Dílo

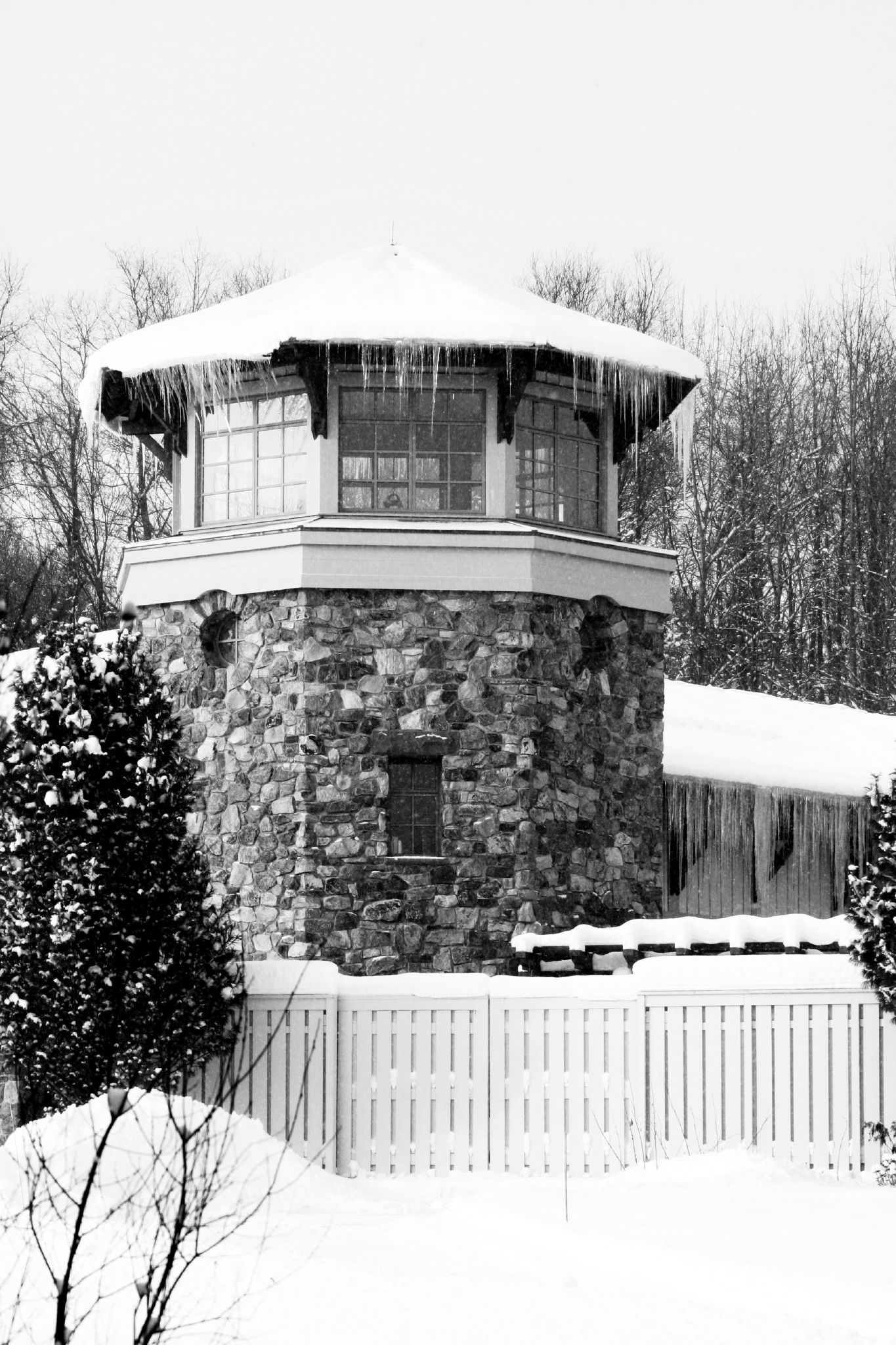
Roger Tory Peterson Institute.

- A Field Guide to the Birds of Eastern and Central North America (Houghton Mifflin‚ 5. vydání z roku 2002, dřívější vydání 1934‚ 1939‚ 1941‚ 1947‚ 1980‚ 1994)
- The Field Guide Art of Roger Tory Peterson (Easton Press, 1990; 2 svazky)
- Save the Birds spolu s Antonym W. Diamondem‚ Rudolfem L. Schreiberem‚ Walterem Cronkitem (Houghton Mifflin‚ 1987)
- Peterson First Guide to Wildflowers of Northeastern and North-central North America (Houghton Mifflin‚ 1986)
- Peterson First Guide to Birds of North America (Houghton Mifflin‚ 1986)
- The Audubon Society Baby Elephant Folio spolu s Virginií Peterson (Abbeville Press‚ 1981)
- Penguins (Houghton Mifflin‚ 1979)
- Birds of America (National Audubon Society‚ 1978)
- A Field Guide to Mexican Birds spolu s Edwardem Chalifem (Houghton Mifflin, 1973, překlad do španělštiny‚ Editorial Diana‚ 1989)
- A Field Guide to Wildflowers of Northeastern and North-central North America spolu s Margaret McKenny (Houghton Mifflin‚ 1968)
- The World of Birds spolu s Jamesem Fisherem (Doubleday‚ 1964)
- A Field Guide to the Birds of Texas and Adjacent States (Houghton Mifflin‚ 1960, revidováno 1963)
- A Bird-Watcher's Anthology  (Harcourt Brace‚ 1957)
- Wild America  spolu s Jamesem Fisherem (Houghton Mifflin, 1955)
- A Field Guide to the Birds of Britain and Europe spolu s Guyem Mountfortem, a P. A. D. Hollomem (William Collins, 1954)
  - vydání z roku 1965: revidováno a rozšířeno ve spolupráci s I. J. Ferguson-Leesem a D. I. M. Wallacem
  - dotisk z roku 1971: ISBN 0-00-212020-8
  - vydání z roku 2004: ISBN 978-0-00-719234-2
- Wildlife in Color (Houghton Mifflin‚ 1951)
- How to Know the Birds (Houghton Mifflin‚ 1949)
- Birds Over America (Dodd, Mead and Company‚ 1948, revidováno 1964)
- A Field Guide to Western Birds (Houghton Mifflin‚ 1941, revidováno 1961‚ 1990)
- The Audubon Guide to Attracting Birds  spolu s Johnem H. Bakerem (National Audubon Society‚ 1941)

## Ocenění
Paul R. Ehrlich v knize The Birder's Handbook: A Field Guide to the Natural History of North American Birds (Fireside, 1988), napsal o Petersonovi: 
„V tomto století nikdo neudělal pro podporu zájmu o živé tvory více než Roger Tory Peterson, vynálezce moderního terénního průvodce.“
Peterson byl v roce 1986 vyznamenán Eisenmannovou medailí Linnéovy společnosti v New Yorku, Prezidentskou medailí svobody a nizozemským Řádem zlaté archy. V roce 1977 byl poctěn titulem Švédský Američan roku výběrem dvou švédských oblastních lóží Vasa Order of America. Byl nominován na Nobelovu cenu za mír a obdržel čestné doktoráty mnoha amerických univerzit.
Na jeho počest je pojmenován Roger Tory Peterson Institute of Natural History (Přírodopisný institut Rogera Toryho Petersona) v Jamestownu ve státě New York. V roce 2000 založila American Birding Association cenu Rogera Toryho Petersona za propagaci ptactva.
O jeho životě vyšla v roce 2008 biografie Birdwatcher: The Life of Roger Tory Peterson od Elizabeth Rosenthalové, vydána byla u příležitosti stého výročí Petersonova narození.